# Mike Mangini
Mike Mangini (Newton, Massachusetts, 18 april 1963) is een Amerikaans drummer, en was van 2010 tot 2023 de drummer van progressieve metalband Dream Theater. Hij heeft ook gespeeld met of bij Annihilator, Extreme, James LaBrie, Steve Vai en andere artiesten. Hij heeft lesgegeven op het Berklee College of Music in Boston en is ook bekend van zijn werk als sessiemuzikant.
In de periode 2002-2005 heeft hij vijf records als 's werelds snelste drummer neergezet. Hij heeft ook twee boeken geschreven over zijn drumtechnieken - een lesmethode om complexe polyritmiek en maatsoorten te analyseren en versimpelen. Deze zijn verschenen onder de gezamenlijke titel Rhythm Knowledge.
Hij verscheen in de televisieshow Time Warp van Discovery Channel waarbij zijn drumtechnieken door middel van hoge snelheidscamera's werd getoond.
In 2010 trad Mangini toe tot Dream Theater, na het vertrek van (mede)oprichter Mike Portnoy. Dit werd pas bekendgemaakt in 2011.
Op 25 oktober 2023 werd bekend dat binnen Dream Theater, Mike Mangini is vervangen door Mike Portnoy.

## Biografie
Mike Mangini begon met drummen toen hij twee-en-half jaar oud was. Hij oefende twee uur per dag en op negenjarige leeftijd speelde hij Buddy Rich al na. Tijdens het voortgezet onderwijs deed hij mee aan speciale opleidingen op county-, state- en oostelijk Amerika-niveau.
Nadat Mangini zijn diploma had behaald op Waltham Senior High School in 1981, zette hij zijn muziekstudie opzij voor een studie computerwetenschappen op de universiteit van Bentley. Na zijn studie programmeerde hij software voor de Patriotraket. In dezelfde tijd werkte hij ook aan een programma dat connecties tussen hersenen en lichaam onderzocht.
In 1987 speelde hij drums bij de Rick Berlin Band. Daar werkte hij met bassist Philip Bynoe, later werkten ze ook samen als sessiemuzikanten bij Steve Perry (van de band Journey) en ook bij de Steve Vai-band. Ook gaf hij drumles in Boston.

## Carrière
In 1991 werkte Mangini samen met de thrashmetalband Annihilator. Hij speelde drums op verschillende nummers voor het album Set the world on fire. Ook ging hij met de band mee op tournee tot en met 1994. In dat jaar werd hij door Extreme gevraagd als drummer ter vervanging van Paul Geary. Mangini was al bevriend met de gitarist van Extreme, Nuno Bettencourt, sinds de jaren 80. Gedurende zijn tijd in Extreme nam Mangini verschillende nummers op voor het album Waiting For The Punchline uit 1995. Ook trad hij op in de Late show with David Letterman. Tijdens de tournee met Extreme in 1995 nam Mangini verschillende nummers op voor Bettencourt op diens 4-track taperecorder. Deze nummers zouden uiteindelijk op Bettencourts soloalbum komen, na zijn vertrek bij Extreme.
Na het uiteenvallen van Extreme in 1996 kreeg Mangini van collegadrummer Jonathan Mover te horen dat gitarist Steve Vai op zoek was naar een drummer voor zijn liveband. Mangini deed succesvol auditie, en verhuisde naar Los Angeles. Van eind 1996 tot begin 2000 was hij drummer bij Vai's liveband, samen met bassist Philip Bynoe, gitarist Mike Keneally, en in 2000 ook met gitarist Dave Weiner. Mangini speelde drums op een aantal nummers van de albums Fire Garden en The Ultra Zone. Ook een livealbum werd uitgebracht onder de titel Alive in an Ultra World.
Toen de tournee van de Steve Vai-band in Zuid-Amerika werd uitgesteld, verhuisde Mangini terug naar Boston en begon hij les te geven op Berklee College. Samen met de voormalige Extreme-zanger en -bassist, Gary Cherone en Pat Badger, vormde hij de Tribe of Judah. De band was geen lang leven beschoren. Ook werkte hij samen met Dale Bozzio en nam hij verschillende albums op. Hieronder was een Rush tribute album, getiteld Subdivisions, en een tweede album met Annihilator, All For You. Ook speelde hij drums voor artiesten als Sal DiFusco, Bill Lonero and Chris Emerson.
In 2005 werd hij voltijds leraar op het Berklee College of Music. In 2010 nam hij ontslag om lid te worden van de progressieve metalband Dream Theater. Tussendoor nam hij met Annihilator nog het album Metal op in 2007.
Bij de auditie voor Dream Theater, eind 2010, moest hij het opnemen tegen Marco Minnemann, Peter Wildoer, Virgil Donati, Aquiles Priester, Derek Roddy en Thomas Lang. Op vrijdag 29 april 2011 maakte Dream Theater officieel bekend dat Mike Mangini de nieuwe drummer zou worden. Hij nam met de band de albums A Dramatic Turn of Events, Dream Theater, The Astonishing, Distance over Time en A View from the top of the World op. Naast de bijbehorende wereldtournees na deze albums, toerde hij in 2012 ook met Dream Theatergitarist John Petrucci tijdens de G3-tournee door Zuid-Amerika.

## Drumrecords[5]
- April 2002 - Bare hands (no sticks). 1.138 slagen in 60 seconden.
- 2005 - Match grip single stroken - 1.247 slagen in 60 seconden. Behaald tijdens Summer NAMM in Indianapolis. Tijdens de voorafgaande Winter-editie had hij als eerste persoon al de 1.200-grens doorbroken.
- 2003 - Tradition Grip - 1.126 slagen in 60 seconden. Dit record bleef 5 jaar staan, totdat het werd verbroken door Matt Smith (6 slagen meer) in 2008.
- 2007 - Single Stroke Foot - 13.222 in 15 minuten en 4.555 in vijf minuten. Deze records stonden twee jaar, totdat Mike "Machine" Mallais ze verbrak met respectievelijk 13.309 en 4.595 in 2007.

## Uitrusting
Mangini speelt op Pearl Drums, Remo Drum Heads, Shure Microphones, Zildjian cymbals, Zildjian Artist Series Signature Sticks, Vater Slicknuts

## Discografie
Onderstaand een overzicht van vermeldenswaardige opnamen.
Annihilator
- Set the World on Fire (1993)
- All for You (2004)
- Metal (2007)

Extreme
- Waiting for the Punchline (1995) - tracks "Hip Today", "Leave Me Alone" and "No Respect"

Steve Vai
- Fire Garden (1996) - tracks "Bangkok" and "The Fire Garden Suite"
- G3: Live in Concert (1996)
- The Ultra Zone (1999) - tracks "Jibboom", "Windows to the Soul" and "Here I am"
- Alive in an Ultra World (2001)

MullMuzzler/James LaBrie
- Keep It to Yourself (1999)
- James LaBrie's MullMuzzler 2 (2001)
- Elements of Persuasion (2005)

Tribe of Judah
- Exit Elvis (2002)

Dream Theater
- A Dramatic Turn of Events (2011)
- Dream Theater (2013)
- Live at Luna Park (2013)
- Breaking the Fourth Wall (2014)
- The Astonishing (2016)
- Distance over Time (2019)
- Distant Memories - Live in London (2020)
- A View from the Top of the World (2021)

Mangini
- Invisible Signs (2023)